# François-Gildas Tual
François-Gildas Tual est un musicologue français, né le 24 août 1972.

## Biographie
Docteur en musicologie après la soutenance d'une thèse intitulée La pensée sérielle, théâtre social et nouvelles dramaturgies sous la direction de Jean-Yves Bosseur à la Sorbonne, ancien élève du Conservatoire de Paris dans les classes d’analyse musicale, de culture musicale, d’esthétique et d’histoire de la musique, François-Gildas Tual collabore en tant que conférencier ou rédacteur aux saisons de l’Auditorium et de l’Opéra de Lyon, de Radio France, de la Cité de la musique et de l’Orchestre philharmonique de Monte-Carlo. 
Il est l’auteur de nombreux articles sur les dramaturgies musicales du XXe siècle et sur les rapports entre littérature et musique, notamment dans le lied et la mélodie. Il a enseigné l’analyse musicale et l’histoire de la musique au Conservatoire de Grenoble,.Aujourd'hui, il est maître de conférences à l'Université de Franche-Comté.

## Publications

### Ouvrages
- Beethoven aujourd'hui, avec Élisabeth Brisson et Bernard Fournier, Paris, Fayard, 2020.
- Beethoven et après, avec Élisabeth Brisson et Bernard Fournier, Paris, Fayard, 2020.
- Pouvoir de la musique, musiques de pouvoir, Lyon, Éditions musicales Lugdivine, 2014.
- Wagner-Verdi, anniversaires, avec Laurence Le Diagon-Jacquin, Paris, Société française d'analyse musicale, 2013.
- La pensée sérielle, théâtre social et nouvelles dramaturgies, thèse de doctorat, Lille, 2004.
- La maîtrise de Radio France, école de la voix, école de la vie, avec Marie-Laure Ragot, Paris, Radio France, 2001[5].
- La création de musique religieuse dans le programme du festival d'Avignon de 1976 à 1984, avec Michel Fischer, Sorbonne, 1995.

### Articles
- L'illusion de la musique, avec Pierre Boulez, 2007.
- Alban Berg, Gustav Klimt, Otto Weininger, une conversation viennoise sur la femme sans âme, 2006.
- La deuxième édition du Festival Pierre Boulez, ou lorsque le compositeur et chef d'orchestre rentre au bercail, 2004.
- Quatre prologues pour Faust (et quelques personnages pour accueillir le public), avec Julia Peslier.
- Que la musique soit efficace, les expériences scéniques et filmiques de Péter Eötvös.
- En guise de conclusion, les expériences scéniques et filmiques de Péter Eötvös, avec Péter Eötvös.
- Boulez-Bartók, références et contradictions.
- Variations sur la Loreley, construction et fonction de la narration dans le lied romantique.
- Hans Christian Andersen et Robert Schumann, Der Soldat, opus 40 n° 3, la mise en musique d'un récit elliptique.